# Vocabulario Común de Contratos Públicos
El Vocabulario Común de Contratos Públicos (CPV, por su nombre en inglés Common Procurement Vocabulary) ha sido desarrollado por la Unión Europea para facilitar la tramitación de las licitaciones publicadas en el Diario Oficial de la Unión Europea (DOUE) mediante un sistema de clasificación único para describir el objeto de los contratos públicos. Fue establecido por el Reglamento (CE) no 2195/2002 del Parlamento Europeo y del Consejo, por el que se aprueba el Vocabulario común de contratos públicos (CPV) y modificado por el Reglamento (CE) nº 213/2008 de la Comisión, de 28 de noviembre de 2007.

## Descripción
La codificación CPV se compone de un vocabulario principal que define el objeto del contrato, y de un vocabulario suplementario para añadir más información cualitativa. El vocabulario principal se basa en una estructura de árbol formada por códigos de hasta 9 dígitos (un código de 8 dígitos más un dígito de control). Esta combinación de dígitos está asociada a un enunciado que describe el tipo de suministros, obras o servicios que definen el objeto del contrato. A menudo, una licitación se describe con más de un código CPV, con el fin de describir mejor y más detalladamente el objeto del contrato. Las organizaciones comerciales que promueven los contratos públicos entre sus miembros o lectores suelen utilizar los códigos CPV para identificar los sectores empresariales que pueden estar interesados en licitaciones específicas, junto con los códigos NUTS que indican el país y la región en la que se va a ejecutar el contrato.
Estructura de clasificación del vocabulario principal
El código numérico consta de 8 dígitos, subdivididos en:
Divisiones: dos primeros dígitos del código XX000000-Y.
Grupos: tres primeros dígitos del código XXX00000-Y.
Clases: primeros cuatro dígitos del código XXXX0000-Y.
Categorías: cinco primeros dígitos del código XXXXX000-Y.

## Ejemplos
Algunos ejemplos (tomados de la versión modificada de 2008) son:
03113100-7 Remolacha azucarera
03113200-8 Caña de azúcar
18451000-5 Botones
18453000-9 Cierres de cremallera
71355000-1 Servicios de topografía
71355200-3 Topografía
Cada uno de los tres últimos dígitos del código permite proporcionar una descripción más precisa del sujeto dentro de cada categoría. El noveno dígito, el llamado "dígito de control", verifica los ocho anteriores, evitando cualquier posible error en la asignación de códigos al objeto de la contratación pública

## Vocabulario complementario
Aunque el vocabulario complementario no se utiliza siempre, puede añadirse en determinados casos para ampliar la descripción del objeto de un contrato. Se compone de un código alfanumérico con su correspondiente formulación, lo que permite añadir más detalles sobre la naturaleza específica, la finalidad o el contexto de los bienes o servicios que se van a adquirir: por ejemplo, pueden designarse metales específicos, como AA08-2 (estaño) o AA09-5 (zinc); la forma de los alimentos puede designarse, por ejemplo, BA04-1 (frescos), BA06-7 (calientes) o BA24-1 (congelados); y los usuarios o beneficiarios pueden designarse, por ejemplo, EA02-8 (para niños) o EA07-3 (para mujeres embarazadas).
El vocabulario complementario se reconstruyó y enriqueció en la revisión de 2008.
El código alfanumérico incluye los siguientes niveles:
- Primer nivel que comprende una letra correspondiente a una sección.
- Segundo nivel que comprende cuatro dígitos: tres para denotar una subdivisión y el último para fines de verificación.